# Videoton Holding Zrt.
A székesfehérvári székhelyű Videoton Holding ZRt. a legnagyobb, egészében magyar magántulajdonban lévő vállalat, ipari vállalatcsoport, amely gyártási és gyártáshoz kapcsolódó szolgáltatásokat kínál ipari vállalatok számára. Fő profilja az elektronikai gyártási szolgáltatás. Világviszonylatban 33. helyen van, az Európai Unióban pedig az első 3-ban a Manufacturing Market Insider nagy tekintélyű szaklap 2021-es EMS ranglistája alapján. A Forbes 2022-es felmérése szerint a 245,5 milliárd forintos becsült értékű vállalatcsoport 21 tagvállalata jelenleg 9 magyarországi és 2 külföldi (Sztara Zagora, Bulgária és Szabadka, Szerbia) telephelyen működik.
A Coface CEE Top 500 rangsor szerint 2021-ben Magyarország 62. és Közép- és Kelet-Európa 462. legnagyobb forgalmú vállalata. 2022-ben nem szerepelt az 500-as listán.

## Története

### 1938-1991: A VIDEOTON korai és állami korszaka
A VIDEOTON jogelődjét 1938-ban alapították Vadásztöltény Csappantyú, Gyutacs és Fémárugyár Rt. néven, majd a második világháborút követően újraépített és az 1955-1991 között állami tulajdonban lévő vállalat Videoton márkájú szórakoztatóelektronikai, informatikai, védelmi elektronikai (hadi) termékeket fejlesztett, gyártott és értékesített, 1981-től VIDEOTON Elektronikai Vállalat néven. A rendszerváltás - különösen a kelet-európai megrendelések elmaradása – miatt a vállalat nehéz helyzetbe került, így 1991-ben megindult a felszámolás, majd nyilvános versenytárgyaláson a jelenlegi részvényesek valamint a Magyar Hitel Bank Rt. és az Euroinvest Kft. megszerzi a vállalat eszközeit.

### 1991-1995: Konszolidáció, a szerződéses gyártás kiépítése
Az újjászervezett vállalat VIDEOTON HOLDING Rt. néven, főként örökölt projektekkel folytatja a már korábban is megkezdett szerződéses gyártási szolgáltatást (Philips: RCD2 finommechanikai szerelés, Opelnek: hangszórók, SHW: olajszivattyúk gyártása). A krízismenedzsmentet követően megkezdődik az egyre intenzívebb kapcsolat- és piacépítési munka, és létrejönnek az első gyártás kihelyezési (outsourcing) transzfer projektek főként szórakoztatóipari, automatizálási és autóipari vevők számára (Mars Electronics, AFL). Az IBM Slider projekt kapcsán számítástechnikai alkatrészek gyártása indul neves multinacionális vállalatok részére, miközben Enyingen és Veszprémben több mint 1000 főt foglalkoztató kábelkonfekcionáló tevékenység valósul meg. Bár 1995-re megszűnik a televízió gyártás, az ABB-vel a VIDEOTON ipari elektronikát kezd gyártani, és a szórakoztató elektronikai tevékenység is felfutásnak indul a Matsushita-Bosch (MB) Video-val kötött együttműködésnek köszönhetően.
Eközben a székesfehérvári telephely ipari parkká alakulása is beindul.
Megalakul az EUROTON-Elektronikai Kft., VIDEOTON-MECHLABOR Kft., AFL Videoton Kft. (később: VIDEOTON Autóelektronika Kft.)

### 1996-2000: Stabilizálás és optimalizálás
1996.-ban management-buy-out során a magánrészvényesek 100%-os irányítása alá kerül a vállalatcsoport, és tovább fejlődik a szórakoztatóelektronikai és az autóipari szegmens olyan multinacionális partnerekkel való együttműködésekkel, mint pl. a Kenwood, a Panasonic vagy a Texas Instruments.
VT GALVANO PLASTIC Kft-ből kiválik a műanyag üzletág, létrejön a mai VT Plastic Kft. 1997-ben megvásárlásra kerül a kaposvári MKBE cég (ma: VIDEOTON Elektro-PLAST Kft), ahol Sanyo akku-packok szerelése indul, ezzel a vállalat belép az akku-pack piacra. Minőségbiztosítási fejlesztések történnek: a VIDEOTON Autoelektronikai Kft QS 9000 és VDA 6.1 minősítést szerez.
1998-ban megalakul a VT Transman Kft. A vállalat belép a konyhai kisgépek piacára (Philips DAP  gyártás Kaposváron). Stancoló üzem indul Törökszentmiklóson. Bővül a szórakoztató elektronikai termékskála: A VIDEOTON-Audió Kft-nél professzionális hangdobozok gyártása indul. A Videoton kunhegyesi telephelyén ismét beindul az autóipari hangszórók gyártása a Goodmans részére. Az évezred végére, a BRG Rt., Semilab Rt., és a Stara Zagora-i (Bulgária) DZU AD megvásárlásával a Videoton regionális CEM vállalattá válik.

### 2000-2004: IT szektor-válság, újratervezés
A kétezres évek elején az immáron növekedési pályán lévő vállalatcsoport termékfejlesztési és termékbevezetési szolgáltatásokkal igyekszik fenntartani a fejlődést, illetve további beruházásokkal javítani a technológiai színvonalat: első BGA beültetésre és ellenőrzésre képes gyártósor beüzemelése megvalósul, amelynek köszönhetően set-top-box gyártás indul a Bull Electronics céggel. Elkészül az első Videoton-tervezésű gyártósor a Denso számára, amelynek nyomán a VT Informatika Kft-ben elindul a későbbi VT ASYST Kft.-ként kiváló divízió. A sok új projekt miatt megindul a Videoton Elektro-Mechanics bővítése és új elektronikai szerelő csarnok épül.
2002-ben megalakul a VT METAL Kft. a galvanizálás és a fémmegmunkálás összevonásával. Eközben A védelmi (hadi) elektronika gyártása megszűnik, és a kibontakozó IT szektort érintő válság miatt jelentős portfólió változás következik be: a munkaerőigényes szórakoztató elektronikai termékek és az IBM termékek gyártását elveszti a VIDEOTON, ugyanakkor a háztartási és ipari elektronikai projektek jelentősége növekszik. Emellett további, vertikális integrációt igénylő együttműködések (pl. a közlekedési irányítási rendszereket fejlesztő Microsense cég) javítanak a helyzeten, miközben az autóipari profilra is a bővülés jellemző.
VT Metal Kft és VT Autoelektronika Kft. ISO/TS 16949 tanúsítást szerez, és megalakul a VIDEOTON EAS Kft.

### 2005-2007: Újra növekedési pályán
A korábbi évek IT-szektorban bekövetkező visszaesés után az autóipar, az ipari és háztartási elektronika egyre nagyobb térnyerésének köszönhetően a vállalatcsoport növekedési pályára áll, és újabb multinacionális vállalatokkal (Saia Burgess, Visteon, Braun, 3M, Sagem, Samsung) alakít ki partneri kapcsolatot.
2006-ban a nagyvenyimi KVJ Művek Rt. beintegrálásra kerül a Videoton csoportba, ezáltan Suzuki Swift beszállító lesz a VIDEOTON. A következő évben megnyílik a VT Autóelektronika Kft. 5.-ös  gyára, és Kaposváron 5000 m2-es új épületben indul meg a Braun vasalógyártás.

### 2008-2011: Recesszió melletti hatékonyságnövelés
A  törökszentmiklósi, lemezmegmunkálással foglalkozó telephely a VT INFORMATIKA Kft-be kerül integrálásra, ezáltal kialakul a mai VTES Kft. Megvásárlásra kerül a Marcali telephely, és új ukrajnai telephely létrehozására kerül sor, amely az AFL kábelszerelő projektet szolgálja ki. 2009-ben megalapításra kerül az IMS Kft., amelynek az ukrajnai telephely áruforgalmának irányítása a feladata, és megnyitja az ukrajnai képviseleti irodát is.
A válság ellenére fontos beruházási projektek futnak: a VT Metal Kft.-nél két új galván sor építése indul meg. VT EAS Kft. több száz termék gyártását nyeri meg a Hager-től, valamint megvásárlásra kerül az első Fuji NXT sor. Porfestési technológia indul a VTES-nél, és felfut az – közel 1000 főnek munkát adó- ukrajnai kábelszerelési projekt.
Az évtized végére a VIDEOTON a zöldenergia és az ipari légtechnika felé nyit az STS Group Zrt. és a Ventifilt Zrt. felvásárlásával. A VT Metal Kft. –nél kisfeszültségű rendszer megszakító alkatrészek megmunkálása indul az Eaton/Möller számára. A VT Autóelektronika Kft.-nél 2013-ig összesen 8 FUJI NXT gépet telepítenek.

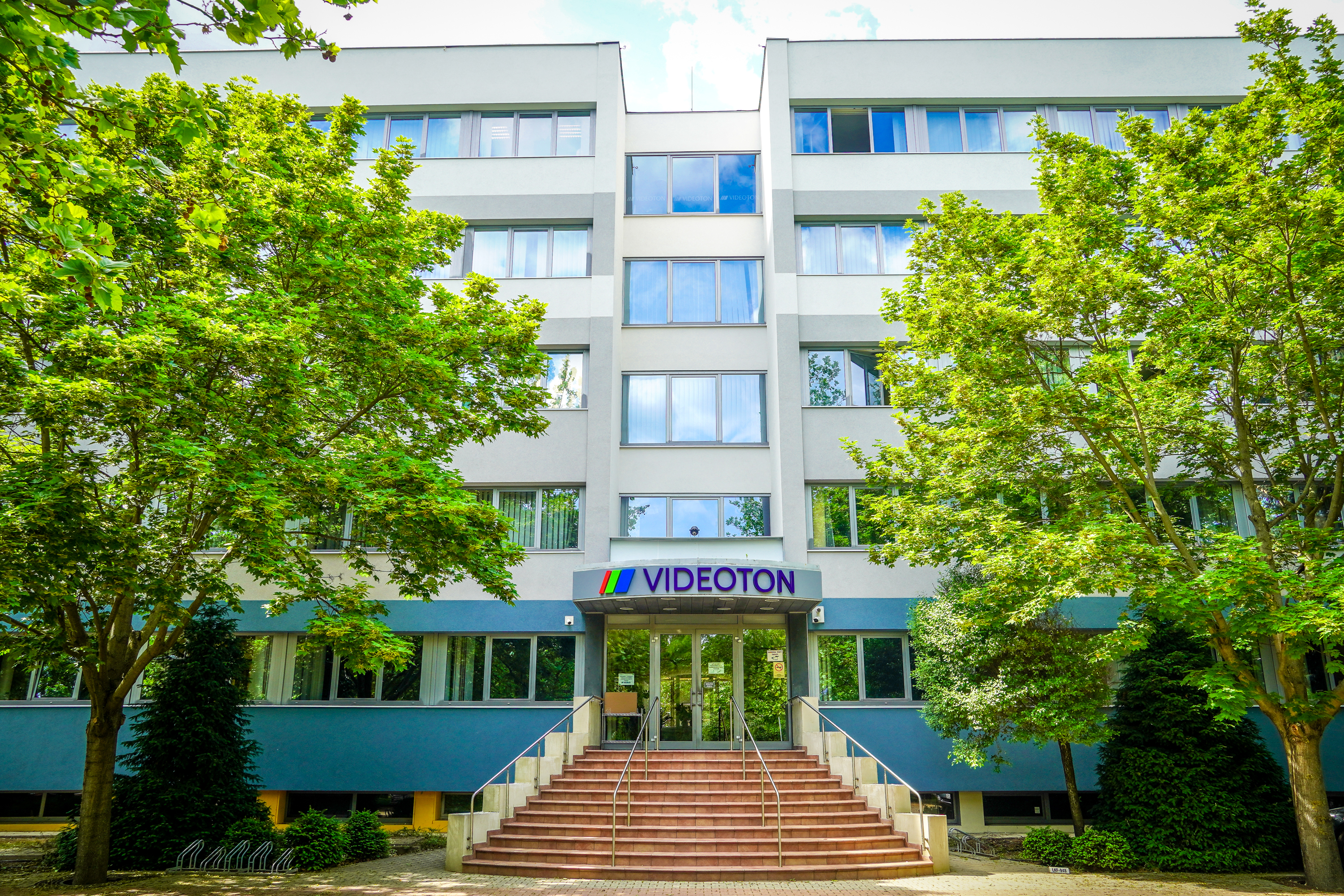
A Videoton központja Székesfehérvárott

### 2012-2019: Dinamikus növekedés
2011-ben a mai VT Mechatronics Kft. elődjeként a nagy komplexitású gépek integrálásában specializálódott, korábban STS Group-hoz tartozó STS Technology Kft. közvetlen többségi tulajdonának akvizíciója történik meg, majd 2012-ben STS Group Zrt. eladásra kerül. Ebben az évben a célgépek tervezésével és forgalmazásával foglalkozó VT ASYST Kft. megalapításra kerül.
A 2013-tól a 75. évfordulóját ünneplő és 100 mrd Ft-os árbevételt elérő vállalatcsoportnál immáron egyértelműen az elektronikai szerelés válik húzóágazattá. 2014-ben a VIDEOTON a Figyelő TOP200 nagyvállalatai közül Bisnode Megbízhatósági Díjat nyer.
2015-ben a győri Tipa Kft., aki főként az Audi számára gyárt célgépeket, a Videoton tagjává válik. Több tagvállalat együttműködésével Formlabs 3D nyomtató gyártás indul a cégcsoportnál. Ebben az évben az árbevétel ismét rekord szintű, 150 mrd Ft.
A következő évben 25. évfordulóját ünneplő „új”-VIDEOTON tagvállalata, a VT EAS Kft. bulgáriai leányvállalatot alapít, VEAS BG Kft. néven, és tovább növeli elektronikai szerelési kapacitását: AVM routerek gyártása kezdődik meg a cégnél.
Az árbevétel növekedés a következő években is folytatódik (2017-ben 170 mrd forintot is meghaladja), majd 2018-tól nagy beruházások kezdődnek a vállalatcsoportnál: zöldmezős beruházásként 20 000 m2-es, 8,25 mrf forintos új elektronikai gyártócsarnok épül, amelybe a VT EAS Kft. költözik, majd 2019-ben átadásra kerül az 500 kilowattos napelem park is a székesfehérvári telephelyen. Emellett a 2019-es árbevétel eléri a 190 mrd Ft-t.

## A VIDEOTON név eredete
A VIDEOTON név felvételének ötlete Érczfalvy Gyula nevéhez fűződik, aki a vállalat reklám- és propaganda-osztályvezetője volt.
Az ötlet 1967 egyik nyár eleji vezérigazgatói értekezletén hangzott el azzal az indoklással, hogy a „Villamossági, Televízió és Rádiókészülékek Gyára” név helyett sokkal jobb, frappánsabb és a vállalat tevékenységi körét jobban szimbolizáló, kihangsúlyozó VIDEOTON nevet kellene használni. Az ötlet részét képezte a VT-TV kocka (logó) megjelenése is. Papp István vezérigazgató az ötlet hallatán hümmögött egyet, és néhány nap múlva áldását adta a névváltoztatásra, amelyre még egy évet kellett várni.